# Skanderborg Amt
Skanderborg Amt var et amt fra 1824 til 1867 og fra 1942 til Kommunalreformen i 1970.
Skanderborg Amt bestod af seks herreder:
- Gjern Herred
- Hjelmslev Herred
- Nim Herred
- Tyrsting Herred
- Voer Herred
- Vrads Herred

I amtet ligger købstæderne Horsens, Skanderborg og Silkeborg. Trods Skanderborg var den mindste af købstæderne, var byen amtssæde.

## Historie
Det blev ved resolution af 4 maj 1824 udskilt af Aarhus Amt. De to blev sammenlagt igen ved resolution af 27 juli 1867. Skanderborg Amt blev igen oprettet fra 1 april 1942.
I det danske nummerpladesystem havde Skanderborg Amt bogstavet R fra 1952 til 1958, og da systemet i dette år blev omlagt, fik Horsens RA og RB, Silkeborg RJ og Skanderborg RR.
Efter Kommunalreformen i 1970 blev Skanderborg Amt delt mellem Vejle Amt og Århus Amt.
Den sydlige del af Skanderborg Amt gik til disse fem kommuner i Vejle Amt:
- Brædstrup
- Gedved
- Horsens
- Nørre-Snede
- Tørring-Uldum

Den nordlige del gik til disse syv kommuner i Århus Amt:
- Gjern
- Hammel
- Hørning
- Ry
- Silkeborg
- Skanderborg
- Them

## Amtmænd
- 1848 – 1848: Torkild Christian Dahl